# Revolutions (The-Great-Divide-Album)
Revolutions ist das dritte Studioalbum der US-amerikanischen Countryband The Great Divide.

## Titelliste
1. Yesterday Road – 3:21
2. San Isabella – 3:166
3. Dragon’s Heart – 3:00
4. Amarillo Windmill – 3:13
5. Nowhere Woman – 4:00
6. Coming Up Crows – 2:36
7. Over the Rain – 3:32
8. Wile E. Coyote – 2:35
9. Without You – 3:35
10. College Days – 3:49
11. Help Me (Get over This Mountain) – 3:08
12. Mr. Devil – 2:59

## Rezeption
Während das Album Platz 73 der Country-Charts erreichte, konnten die Single nicht das Niveau des Vorgängers Break in the Storm halten. Anders als die – 1998 veröffentlichten – Titel Never Could und Pour Me a Vacation konnte sich keiner der – auf dem Album enthaltenen – Songs in den Charts platzieren.
Allmusic lobte zwar die Mischung aus tanzbaren Rocksongs und Balladen, gab dem Album mit drei von fünf möglichen Sternen jedoch eine weniger gute Wertung als dem – ein Jahr zuvor erschienenen – Break in the Storm. John Wooley von der Tulsa World bezeichnete Revolutions als „großartiges Album“, das „mehr Soul, Integrität und Frische“ habe als die Werke anderer „Major Label Country-Acts“.

## Singles
Der Titel San Isabella war die erste Singleauskoppelung des Albums. Das Musikvideo, das zum ersten Mal im Country Music Television aufgeführt wurde, wurde in New Mexico gedreht. Regie führte, wie bereits bei früheren Werken der Band, Bob Gabrielsen.